# Henrik Horn (1578–1618)
Henrik Horn, född 2 september 1578, död 20 maj 1618 i Stockholm, var en svensk diplomat och riksråd. Han var bror till Evert Horn, Gustaf Horn af Björneborg och Klas Horn.

## Biografi
Henrik Horn föddes 1578. Han var son till Karl Henriksson (Horn) och Agneta von Dellwig. Horn reste utomlands under sin ungdom och återvände till Sverige 1602. Han blev samma år kammarjunkare hos hertig Karl och blev 1605 hovmästare för hertig Karls söner Gustav Adolf och Karl Filip. Horn var sändebud till Nederländerna 1607 och till Danmark 1610. Han utnämndes 1611 till riksråd och året därefter till riksmarskalk. 
Han var, jämte Axel Oxenstierna, sändebud vid fredsmötet med danskarna i Ulfsbäck och Knäred 1612–1613. Efter att såsom svensk kommissarie även ha deltagit i kongressen, 1616–1617, som ledde till fredsverket i Stolbova.[källa behövs] Han förordnades 19 februari 1618 till lagman i Norrlands lagsaga och samma år i Söderfinne. Horn avled 1618 i Stockholm och begravdes 21 juni samma år i Jacobs kyrka.
Han ägde gården Hässlö i Badelunda socken.

### Familj
Horn gifte sig 28 januari 1602 på Nyköpings slott med hovjungfrun Anna Jönsdotter Snakenborg. Hon var dotter till ståthållaren Jöns Ulfsson Snakenborg på Stegeborg och Christina Johansdotter Gyllenhorn. De fick tillsammans barnen Helena Horn som var gift med Joakim Fredrik von Zöge och lantrådet  Magnus Nieroth i Estland, Agneta Horn, Christina Horn, Anna Horn, Carl Horn, en son och fältmarskalken Henrik Horn (1618–1693).